# FA Women’s Community Shield
Der FA Women’s Community Shield ist der Supercupwettbewerb im englischen Frauenfußball. Der Wettbewerb ist mit dem FA Community Shield im Männerfußball vergleichbar und ist das erste Spiel einer jeden neuen Saison. Sämtliche Einnahmen werden wohltätigen Zwecken gespendet. Vorerst letzter Titelträger ist der FC Chelsea.

## Geschichte
Der Wettbewerb wurde erstmals im Jahre 2000 ausgetragen. Beim ersten Mal hieß der Wettbewerb noch FA Women’s Shield. Arsenal London und Charlton Athletic trennten sich mit 1:1. Das Spiel wurde weder verlängert noch durch ein Elfmeterschießen entschieden. Die Einnahmen wurden der Breakthrough Breast Cancer Charity gespendet.
Ab 2001 wurde der Wettbewerb unter dem heutigen Namen ausgetragen. Von 2009 bis 2019 fand der Community Shield nicht statt und nach einer Wiedereinführung im Jahr 2020 wurde er 2021 aufgrund des dichten Kalenders und der in diesem Jahr stattfindenden Olympischen Sommerspiele erneut nicht ausgetragen. Rekordsieger ist der FC Arsenal mit vier Erfolgen. Von den bisherigen neun Spielen fanden nur zwei ohne den FC Arsenal statt.

## Modus
Im FA Women’s Community Shield trifft der amtierende Meister auf den amtierenden Pokalsieger. Sollte der Meister auch Pokalsieger sein so rückt der unterlegene Pokalfinalist nach. Steht es nach 90 Minuten unentschieden folgt ein Elfmeterschießen.

## Die Spiele im Überblick
| Jahr      | Spielort                      | Sieger            | Ergebnis          | Finalist             |
| --------- | ----------------------------- | ----------------- | ----------------- | -------------------- |
| 2000      | Fulham (London)               | Charlton Athletic | 1:1               | FC Arsenal           |
| 2001      | Kingston upon Thames (London) | FC Arsenal        | 5:2               | Doncaster Belles LFC |
| 2002      | London                        | FC Fulham         | 2:2, 5:3 i. E.    | FC Arsenal           |
| 2003      | Mansfield                     | FC Fulham         | 1:0               | Doncaster Belles LFC |
| 2004      | Stevenage                     | Charlton Athletic | 1:0               | FC Arsenal           |
| 2005      | Milton Keynes                 | FC Arsenal        | 4:0               | Charlton Athletic    |
| 2006      | Crewe                         | FC Arsenal        | 3:0               | FC Everton           |
| 2007      | nicht ausgetragen             | nicht ausgetragen | nicht ausgetragen | nicht ausgetragen    |
| 2008      | Macclesfield                  | FC Arsenal        | 1:0               | FC Everton           |
| 2009–2019 | nicht ausgetragen             | nicht ausgetragen | nicht ausgetragen | nicht ausgetragen    |
| 2020      | London                        | FC Chelsea        | 2:0               | Manchester City      |
| 2021      | nicht ausgetragen             | nicht ausgetragen | nicht ausgetragen | nicht ausgetragen    |